# 楊禮
楊禮（1414年—？），字以敬，直隸保定府易州人，明朝政治人物。進士出身。

## 生平
順天府鄉試第一百三十六名。天順元年（1457年）丁丑科會試第三十五名，殿試登進士第二甲第二十七名。

## 家族
曾祖楊仲賢。祖父楊子安。父亲楊榮。